# Hardcore mélodique
Pour les articles homonymes, voir mélodie (homonymie).
Genres dérivés
Skate punk
Le hardcore mélodique (ou melocore) est un sous-genre musical du punk hardcore usant principalement de mélodies dans son jeu de guitare. Il se caractérise par des morceaux rapides de batterie et de riffs mélodiques. La plupart des anciens groupes de hardcore mélodique, comme All et Strung Out, s'inspiraient de groupes de punk moderne.

## Histoire

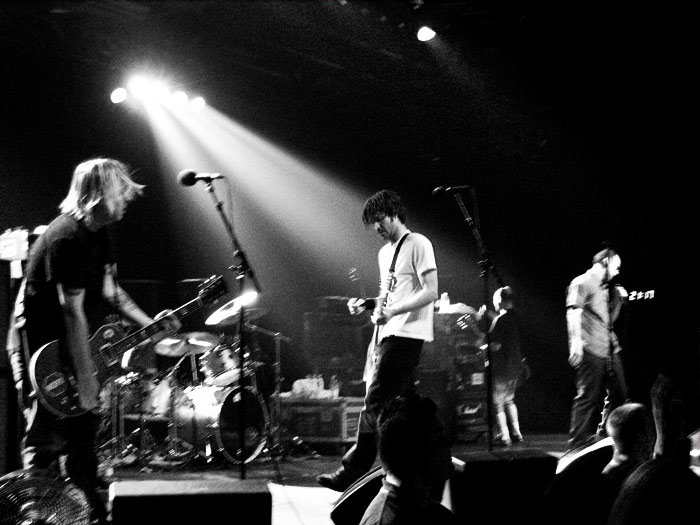
Bad Religion qui s'est formé en Californie en 1979 est l'un des groupes pionniers du mouvement

Le hardcore mélodique émerge initialement de la scène hardcore de Los Angeles, avec des groupes comme les Descendents qui se sont formés en 1978. Bad Religion, formé dans la vallée de San Fernando en 1979, joue dans la même veine avec l'enregistrement de leur classique How Could Hell Be Any Worse? en 1981. L'EP de The Faith, Subject to Change (1983), est considéré comme le premier album de hardcore mélodique, il est aussi important que la musique composée par Bad Religion ou The Descendents ; la scène tout entière serait différente sans ces précurseurs. Ce groupe, originaire de Washington D.C., et leur dernier album repoussent les limites imposées dans le post-hardcore.
Dag Nasty est le groupe fondateur du genre, formé pendant les années 1980 à D.C., avec Brian Baker (ex-membre de Minor Threat) à la guitare, puis avec le second chanteur Dave Smalley du groupe DYS au chant. En 1988, le groupe All collabore avec son nouveau chanteur, Dave Smalley désormais ex-membre de Dag Nasty. Gorilla Biscuits sont originaires de la scène hardcore des années 1980 et influencent particulièrement la scène avec leur album Start Today.

## Caractéristiques
Le hardcore mélodique est distinct de l'emo et du pop punk, bien que ces genres soient souvent combinés. En effet, certains groupes inconditionnels de chants mélodiques partagent des origines communes de scène avec les genres emo et pop punk. Le hardcore mélodique unit donc la vitesse et la puissance du hardcore classique à une plus grande dose de mélodie, puis par la suite à l'introduction du son pop punk.